# Kyuzo Mifune
Kyuzo Mifune (em japonês: 三船久蔵; rōmaji: Mifune Kyūzō; Kuji, 21 de abril de 1883 — Tóquio, 27 de janeiro de 1965) foi um judoca japonês, considerado um dos maiores expoentes da arte do judô, depois do fundador, Jigorō Kanō. Ele é considerado por muitos como o maior técnico de judô de sempre, depois de Kanō.

## Início da vida
Kyuzo Mifune nasceu em 21 de abril de 1883, na cidade de Kuji, Província de Iwate, na Ilha de Honshu, no Japão, um ano após a fundação do Kodokan. Supostamente, teria sido indisciplinado durante sua infância, sempre realizando alguma maldade ou a organização de outros com semelhante objetivo. Quanto Mifune tinha 13 anos, seu pai, um  disciplinador, finalmente desistiu do caçula de seus sete filhos e enviou o menino para uma escola do ensino médio em Sendai, no norte do Japão. Lá, o jovem Mifune descobriu o judô e decidiu dedicar-se à arte. Aos 14 anos, derrotou nove adversários em sequência, em um torneio interescolar.
Após a formatura, Mifune foi enviado para Escola Preparatória de Tóquio, antecipando a entrada na Universidade de Waseda. Ele imediatamente tentou ingressar no Kodokan. Nessa época era necessário comparecer a uma entrevista pessoal com Jigoro Kano, mediante recomendação do ranking judoca e, em seguida, assinar um juramento de sangue. Mifune não conhecia ninguém no Kodokan, mas escolheu Sakujiro Yokoyama, que então tinha um terrível reputação de "demônio Yokoyama", cujo judô rápido e potente trouxe muita reputação para a Kodokan. Mifune ficou acampado à porta de Yokoyama até que este último consentiu em  recomendá-lo a Kanō. Em julho de 1903, Mifune juntou-se ao Kodokan. Seu pai, descobrir que ele estava gastando mais tempo no judô que para estudar, cortou-lhe a mesada, e Mifune, 22 anos, saiu para encontrar trabalho. Ele começou um jornal, vendendo publicidade, e construiu uma próspera empresa. Ele foi capaz de vendê-lo a um lucro substancial, e entrou para o programa de economia na Universidade Keio.

## Técnico de judô

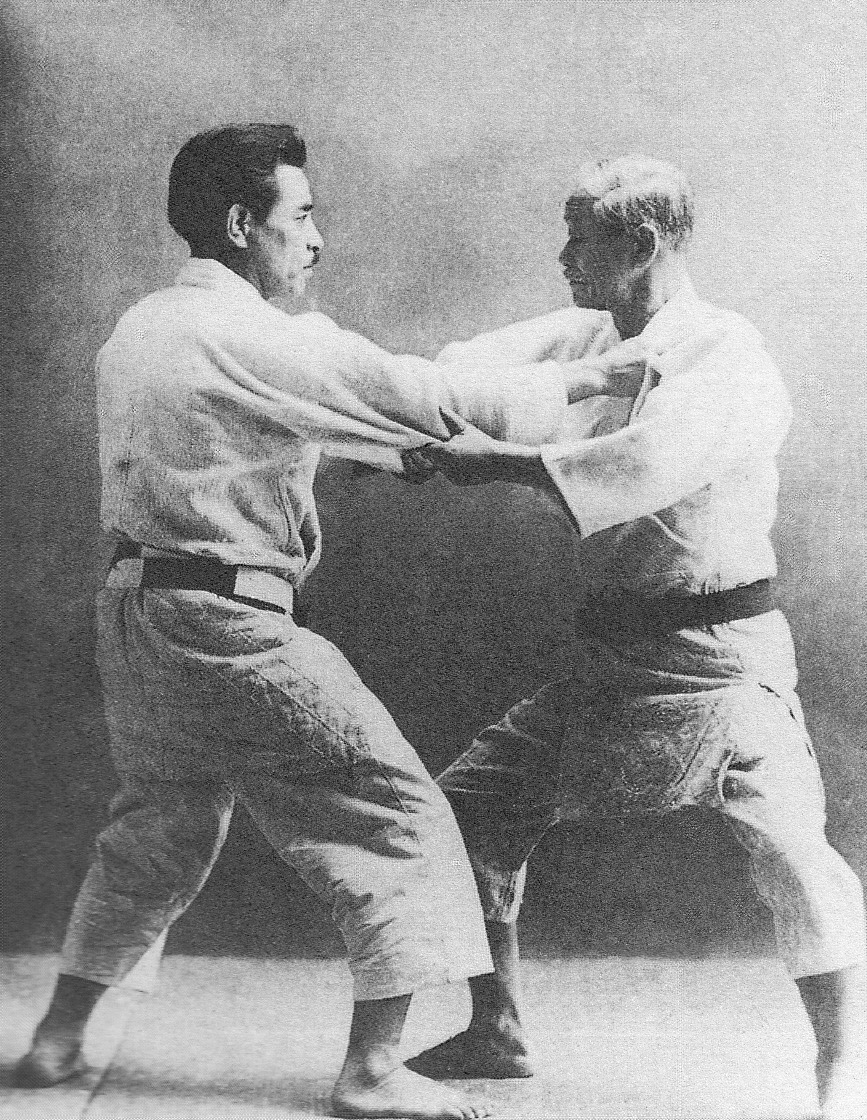
Mifune (à esquerda) treinando com Kanō

Depois de 15 meses de treinamento, Mifune conseguiu o posto de shodan (em japonês: 初段; lit. dan inicial) de judô no Kodokan, e após um lapso de tempo relativamente curto de quatro meses, nidan (em japonês: 二段; 2º dan). Pelo tempo e velocidade, Mifune ganhou rapidamente uma reputação e nunca foi derrotado na reunião anual do Torneio Vermelho e Branco da Kodokan. Em 1912, ele foi classificado rokudan (em japonês: 六段; 6º dan) e reconhecido como instrutor. À esta época, quando o mesmo tinha 30 anos de idade, já estava sendo chamado de o "deus do judô". Seu pai recomendou uma moça de sua cidade natal e pela segunda vez, desde que havia saído de casa, voltou para se casar.
Durante os próximos 20 anos, a reputação de Mifune continuou a crescer. Quando estava com 40 anos, ele foi desafiado por um lutador de sumô com 1,82 m de altura e 108 kg. Mifune, com apenas 1,57 m de altura e 45 kg, finalmente derrotou o lutador com sua marca registrada, o 'arremesso de avião' (kuki nage ou sumi otoshi). Ele se alimentava com moderação, dormia em uma cama de estilo ocidental e não fumava. Em 1937, Kanō promoveu Mifune para o posto de kudan (em japonês: 九段; 9º dan).
Com a morte de Kanō em 1938, Mifune tornou-se o mais influente professor. Os alunos queixavam-se de que Mifune se empolgara com palestras, e que ele era "mais temido do que amado". Em 25 de maio de 1945, ele foi promovido à judan (em japonês: 十段; 10º dan), o quarto de 15 judoca honrados com essa distinção. Em 1956, ele escreveu seu livro clássico, O Cânone Do Judô, ainda hoje uma notável exposição de história, filosofia e descrição técnica do judô. Para E. J. Harrison, ele escreveu um livro prefácio que era simples, mas expressava a natureza da filosofia de Mifune: "A liberdade em contínua mudança!"
Trevor Leggett, um visitante frequente do Kodokan ao longo de muitos anos, comentou que o judô foi muito 'grosseiro' no Kodokan antes da Segunda Guerra Mundial do que posteriormente; isto, talvez, pela influência de Mifune.
Kyuzo Mifune morreu em 27 de janeiro de 1965, aos 81 anos, no Hospital Nichidai, da Universidade de Tóquio, no Japão.

## Anedotas
Em seu livro O Espírito de Luta do Japão (publicado em 1913), de E. J. Harrison escreve sobre uma anedota contada a ele por Sakujiro Yokoyama:
Lembro-me que, no início de janeiro de 1909, fui a um determinado restaurante, acompanhado pelo Sr. Kyuzo Mifune, um professor quinto dan do Kodokan. Percebemos em um canto da sala um grupo de treze jovens que bebiam bem, enquanto que em um apartamento adjacente havia um casal de idosos e outros visitantes que levavam comida. Os membros do primeiro grupo chamado foram vistos juntando suas cabeças em intervalos frequentes e sussurrando, ao mesmo tempo que lançavam olhares em nossa direção. Eu não tomei qualquer aviso especial sobre o que estava acontecendo, nem suspeitei que tivessem algum projeto sobre nós. O Sr. Mifune e eu fomos conversando sobre nossas bebidas. Logo um dos patifes se aproximou de nós, calmamente pegou meu sobretudo e chapéu, e tentou sair com eles sob nossos próprios narizes. Evidentemente, recordei, quando o ladrão, evidentemente inclinado a escolher uma disputa, insistiu que o casaco e o chapéu eram sua propriedade. Uma acalorada discussão se iniciou, no meio da qual ele assumiu uma atitude ameaçadora, e foi acompanhado rapidamente por meia dúzia de camaradas do outro lado da sala. Não tendo nenhuma alternativa, o Sr. Mifune tomou uma mão no jogo. Ele evitou a rugosidade desnecessária, mas em menos de um minuto os fez cair com uma sucessão de golpes rápidos. Então o resto da gangue se colocou sobre mim, mas eu os derrubei um após o outro, e o caso terminou em menos de três minutos. À medida que nossas vítimas recuperaram a consciência, eles não perderam tempo ao se tornar escassos, mas nós detivemos um deles e o forçamos a confessar. Ele admitiu que seu objeto tinha sido extorquir dinheiro de nós pela intimidação. Eles haviam sido enganados pelas nossas boas roupas e imaginamos que seríamos presas fáceis. Nós deixamos o companheiro ir em vez de entregá-lo à polícia, já que consideramos que ele havia recebido punição suficiente em nossas mãos. Depois que os patifes haviam ido, o velho casal que foram interessados espectadores da ocorrência nos disse que eles tinham testemunhado pela primeira vez em suas vidas uma exibição prática de jujutsu e ficaram maravilhados com os feitos maravilhosos que os especialistas conseguiram realizar contra as probabilidades.